# Stieregghütte
Die Stieregghütte war eine Alpenhütte in der Schweizer Gemeinde Grindelwald, Kanton Bern. Sie lag auf einer Höhe von 1650 m ü. M. am Westhang des Mättenbergs (Berner Alpen).
Die Stieregghütte wurde 1952 errichtet und diente als Ausflugslokal und Unterkunftshütte; häufig als Durchgangsstation zur Schreckhornhütte. Sie lag am Fuss des Unteren Grindelwaldgletschers. Ende Mai 2005 löste sich unterhalb der Stieregghütte eine Moräne, bei der etwa 300'000 m³ Geröll ins Tal abrutschten. Ursache hierfür war das fortschreitende Zurückziehen des Unteren Grindelwaldgletschers. Durch den fehlenden Gletscherdruck wurde der Hang instabil. Die Abrisskante der Moräne verschob sich bis wenige Meter vor die Stieregghütte, die daraufhin geräumt wurde. Wenige Tage später löste sich erneut eine Moräne ab, bei der geschätzte 100'000 m³ abrutschten und die Abrisskante direkt an die Hütte brachte. Die Stieregghütte wurde daraufhin aufgegeben und am 3. Juni 2005 von der Grindelwalder Feuerwehr kontrolliert abgebrannt.
Als Ersatz für die Stieregghütte wurde die etwa 100 m höher gelegene Bäregghütte am 27. Juni 2006 in Betrieb genommen. Als Folge des Moränenabganges musste auch der Weg zur Schreckhornhütte weiter nach oben verlegt werden.
Die erste Stieregghütte stammt von 1823 und gilt als erste alpinsportliche Berghütte der Schweiz.